# Extraordinary Machine
Extraordinary Machine је трећи студијски албум америчке кантауторке Фионе Епл, објављен 4. октобра 2005. године у Сједињеним Америчким Државама за издавачку кућу Epic Records. Пројекат је био планиран за 2003. годину, али је неколико пута одлаган без објашњења, што је довело до спекулације да је вероватно дошло до спора око његовог потенцијалног комерцијалног успеха. Контроверза око албума, заједно са кампањом коју су предводили фанови са жељом да га коначно чују, били су предмет значајне пажње штампе. Албум је снимљен поново током 2004. и 2005. године и на крају коначно објављен три године након почетка снимања.
Албум је номинован за Греми награду у категорији за „Најбољи вокални поп албум” 2006. године. Ролинг стоун га је 2009. године прогласио за једног од најбољих албума 2000-их, а 2020. године га је рангирао на 444. месту међу 500 најбољих албума свих времена.

## Позадина и репродукција
Након завршене концертне турнеје свог другог албума, When the Pawn...(1999), 2000. године Фиона Епл се преселила у Лос Анђелес.Током своје паузе, Епл је размишљала о повлачењу из музике. „Првих неколико година [после Pawn], нисам имала више о чему да пишем... Помирила сам се са чињеницом да ако ми инспирација за нове песме дође, онда је дошла, а ако не, па добро, било је забавно”, рекла је она.   У пролеће 2002. године она и Џон Брајон (енгл. Jon Brion), њен дугогодишњи пријатељ и продуцент на претходном албуму, састали су се на свом недељном састанку за ручак. Наиме, његова петогодишња веза са комичарком Мери Лин Рајскуб изненада је прекинута током снимања филма Пола Томаса Андерсона Пијани од љубави (2002), за који je Брајон радио музику. Након што је био приморан да гледа сате снимака своје бивше девојке, док је радио на филму, наводно је ,,молио” Епл да направи још један албум. Епл је пристала на предлог, а за оквирни, али не и обавезујући, датум објављивања одређен је новембар 2002. године.
Након што је на концерту Џона Брајона у фебруару, извела тада неименовану песму Not About Love, Епл је започела студијски рад на албуму, а онда му у јуну одсвирала првих пет песама које је написала.  У августу је први пут представила песму A New Version of Me (касније преименовану у Better, а затим у Better Version of Me) уживо у клубу Ларгo, у којој је Брajон имао редовну свирку петком увече. До априла 2003. године албум је био је напола завршен, а за нови датум објављивања изабран 22. јул исте године. Тим је отпутовао у Енглеску да сними инструментал за песме у Abbey Road Studios у Лондону. До јесени 2003. године вратили су се у студио и ради неких завршних детаља померили датум објављивања за почетак 2004. године.
Мало по мало, детаљи о песмама откривани су кроз новинске и часописне чланке. Чланак из августа 2003. године о Џону Брајону у Њујорк тајмсу открио је наслов друге песме на албуму: Оh, Well, за коју је напомиње да га је расплакала када ју је први пут чуо. Часопис Ролинг стоун у издању из октобра 2003. године каже да је албум „дефинитивно еклектичан” и цитира Епл која је признаје да је албум „посвуда”.  У фебруару 2004.године је чланак у часопису Спин (енгл. Spin) потврдио наслов албума и нову песму, Red, Red, Red, за коју је ауторка рекла да је инспирисана књигом о оптичким илузијама.

## Одлагања и процурели материјали
Крајем јуна 2004. године, песма Extraordinary Маchine је процурила на интернет, а затим и „груба верзија“ песме Better Version of Me. Америчке новине Тампа беј тајмс (енгл. Tampa Bay Times) рекле су следеће: „Са разиграношћу и склоношћу према чудним звуцима и инструментима, прве песме Фионе Епл од 1999.године чине да Нора Џоунс, Џос Стоун, Алиша Киз и други претварачи звуче као да били избачени са Америчког идола, док је часопис Entertainment Weekly песме назвао „мамљивим, дрско ексцентричним арт попом... Са Фионом Епл, што чудније, то боље“.
Након месеци без званичних вести, чланак о Џону Брајону појавио се у издању Entertainment Weekly октобра 2004. године у којем он наводи да је албум одложен како издавачка кућа није чула ниједан сигуран сингл. Представник издавачке куће Epic Records је изјавио да је албум планиран за 2005. годину, како је Епл изразила жељу да поново сними неке од песама.  Брајон је касније разјаснио статус албума у интервјуу за МТВ у јануару 2005. године и напоменуо да је издавачка кућа од Фионе Епл хтела материјал који је личио на њен први албум Tidal (1996), али да, када су били суочени са новим пројектом, им се он једноставно није чинио лаким за продати. Када је USA Today питаo саму Фиону о вестима излажења њеног новог албума, она је одговорила: "Вероватно ћете знати пре мене."
Убрзо након тога, њени фанови су организовали једнонедељну кампању поштом како би преплавили Сони подршком за Епл и за издавањем албума. Као одговор на кампању председник издавачке куће Стив Барнет (енгл. Steve Barnett) рекао је: „Схватамо да је Фиона још увек усред снимања свог следећег албума, а ми у Epic Records се придружујемо љубитељима музике свуда у жељном ишчекивању њеног следећег издања.“  Онда је одједном, у фебруару 2005. године, радио у Сијетлу почео да пушта претходно непознате песме са лажне копије албума, док су интернетом кренуле да круже копије лошег квалитета песама: Not About Love, Get Him Back, и Used to Love Him. Ендру Хармс (енгл. Andrew Harms), ди-џеј тог радиa, рекао је следеће о насталој ситуацији: „Ово је прилично посебно... са већ oствареним уметником као што је Фиона, да се то деси је прилично лудо, тако да је било невероватно налетети на копију плоче у пуној дужини“;  такође је приметио да су песме добиле доста позитиван одговор од стране слушалаца.
Почетком марта 2005. радио снимци песама Waltz; Please, Please, Please; Oh, Sailor и Window су такође процурили на интернет. Уследили су квалитетнији албумски резови песама Oh, Well и Red, Red, Red, па су се убрзо такве ,,боље" верзије песама нашле и на илегалним БитТоррент сајтовима. Ипак, добиле су позитивну рецензију од бројних извора. Њујорк тајмс за албум је рекао да је „чудан драгуљ” додајући „Да је објављен, (Extraordinary Machine) био би  добра противтежа савременом поп тренутку пуном монолитне, самоправедне искрености.” Ед Бумгарднер (енгл. Ed Bumgardner) се сложио, рекавши да је албум „самоуверено дело смелости и софистицираности, колико маштовит толико и забаван.”

## Поновно снимање и званично објављивање
Entertainment Weekly је у издању из 24. јуна 2005. године обавестио да Епл припрема рад на трећем албуму са продуцентом Брајаном Кеју (енгл. Brian Kehew) из електронског бенда The Moog Cookbook , што је додатно подстакло спекулације међу фановима да су процуреле нумере склоњене на неодређено време. Јула 2005. године онлајн ћаскање, мало примећено у то време, догодило се са хип хоп музичарoм Квестлавом (енгл. Questlove, стилизовано као ?uestlove), на веб локацији посвећеној The Roots.  Рекао је да албум "није отказан" и да је у копродукцији са Мајк Елизондом (енгл. Mike Elizondo), што је касније и потврђено.
После месеци ћутања, издавачка кућа Epic records је 15. августа 2005. објавила изјаву у вези са будућношћу албума. Одлучено је да ће Extraordinary Machinе, који су прерадили копродуценти Елизондо и Кеју, званично бити објављен 4. октобра 2005. године,  Елизондо је остварио сарадњу са Фионом још на њеном претходном албуму, на којем је свирао бас на две песме, али постојале су сумње око његове ангажованости као продуцента, како је његов рад у том домену био познатији са популарним хип-хоп уметницима попут Еминема и 50 Цент, а не са онима који су били слични Епл.
Од једанаест нумера које су раније процуреле, само две су остале непромењене: Extraordinary Machine и Waltz, а девет нумера је било потпуно преуређено.  На албуму је уврштена и једна нова песма Parting Gift, као соло вокални комад са клавиром.  Елизондо је изјавио да осећа да већина песама звуче „радикално другачије“ и да је, иако је слушао Брајанову верзију, „Све урађено од нуле“.  Њујорк тајмс је сугерисао да Epic Records није остао импресиониран интересовањем фанова за илегалне и лажне верзије, и да Епл никада није сматрала тај албум завршеним;  али до тренутка цурења, она и Елизондо су већ неко време били у послу (од априла 2004. године).  У интервјуу за Ролинг стоун у септембру 2005. године, Епл је објаснила своју одлуку: „Скупила сам белешке за песме, а остало сам на крају написала успут, потпуно нови приступ за мене...[али] нисам имала  довољно времена да живим са песмама пре него што их снимим, тако да заиста нисам знала шта желим“
У разговору са Билбордом, Елизондо је признао да је било „мало обесхрабрујуће“ радити са сазнањем да је Брајонова верзија доступна јавности, али је аплаудирао „невероватном језгру обожаватеља“ Фионе Епл за њихове напоре да албум издају: „Начин на који су они то протумачили је био, издавачка кућа неће издати њену плочу, тако да ћемо ми то учинити за њу. То је за дивљење".  Међутим, он је бранио одлуку Фионе у томе да настави рад све док албум не достигне то „готово" стање које је она замислила.  На дан објаве, издавачка кућа је Oh, Sailor поставила за стримовање на Мајспејс страници уметнице  (цео албум је био доступан за стримовање 27. септембра), а емитовала ју је, уз песму Parting Gift и на званични сајт Фионе Епл.  Поред тога, ексклузивни видео материјал је објављиван сваке недеље уочи објављивања албума.
Упркос гласинама да је процес поновног снимања изазвао раздор између Брајона и Фионе Епл, они су наступили заједно у Ларгу у петак увече пре објаве Epic Records.  Брaјон је за МТВ рекао: „Поново је снимила гомилу ствари, али како год, то је њен посао. Ја остајем обожаватељ и мислим да је сјајна, и не би требало да наилази на превелики отпор";  у међувремену, Елизондо је инсистирао да је Брајон био "кул на свим фронтовима" у вези са предложеним поновним снимањем.  Међутим, Брајон јесте показао осуду на лажну верзију албума: „То је погрешно...Не волим те [процуреле] верзије. То су ствари које не одражавају оно што смо снимили, углавном".  Крајем 2005. године МТВ је обавестио заинтересовану  публику да би Брајон и Епл могли поново да сарађују како би завршили оригиналне сесије снимања за Extraordinary Machinе и званично их објавили у блиској будућности. Епл је сама рекла: „Стварно мислим да би било добро упоредити их [две верзије].“

## Пријем и промоција
Званична верзија Еxtraordinary Machine је рангирана као број један на листама најбољих албума на крају године Entertainment Weekly, Њујорк тајмса и Слант часописа (енгл. Slant Magazine);  међу првих пет у The Village Voice, Блендер часопису и Роулинг стоуну, и у првих десет у новинамма Лос Анђелес тајмс и Спин. Неке публикације гледају на албум мање позитвно;  Стилус магазин  (енг. Stylus Magazine) га је описао као „дело без кормила“ и „горко разочаравајуће за слушање“ ,  Пичфорк (енгл.  Pitchfork) (који је процурелу верзију албума ставио на број 46 на својој листи „50 најбољих албума 2005.“) је написао: „Након свега је што Епл прошла, после шест година ћутања, криво је што није могла направити нешто више дефинисано и прогресивно, уместо нечег очекиваног, и већ виђеног."  Албум је 2006. номинован за награду Греми у категорији за „Најбољи поп вокални албум“.

Средином августа 2005. и уочи објављивања албума у октобру, Oh, Sailor и Parting Gift  су стављени на располагање у пакету за преузимање у онлајн продавници Ајтјунс.  Док је Oh, Sailor  објављена одвојено у другим продавницама дигиталне музике, видео промоција за Parting Gift почела је касније тог месеца. Extraordinary Machine је добио најбоље критике у дотадашњој каријери Фионе Епл  и постављен је као албум број један године у Слант часопису , број четири на Ролинг стоуну у и десет на Amazon.com. Са 94.000 продатих копија у првој недељи објављивања појавио се на седмом месту на листи Билборд 200, такође први пут у њеној каријери. Међутим, испао је са првих десет места у другој недељи са падом продаје од скоро 50 процената. Спот за Oh, Sailor је почео је да се приказује на телевизији у новембру, а следећег јануара је видео за песму Not About Love имао своју интернет премијеру. Почетком следећег месеца је Get Him Back пуштен на радио станице.  Ниједан од синглова није привукао значајније емитовање или дигитално преузимање, па се стога нису појавили на Биллборд хот 100 или на Билбордовој листи модерних рок нумера.
Од јуна 2012.године албум је продат у милион копија у СједињенимАмеричким Државама. Пре него што је добио златну сертификацију од Америчког удружења дискографских кућа у јануару 2006. године за продају 500.000 копија, био је номинована за награду New Pantheon, која је одала почаст албумима који су испоручени у мање од 500.000 примерака у САД.  Епл је отишла на тронедељну америчку турнеју од 22. новембра до 11. децембра 2005. године ради промоције албума, а од 25. јануара до 5. марта 2006. подржала је британски бенд Колдплеј у првој половини њихове северноамеричке X&Y турнеје.  Фиона Епл се такође појавила на сопственој летњој турнеји од 10. априла до 29. октобра 2006. године са Дамјен Џорџ Рајсом (енгл.  Damien George Rice ) и Дејвид Гарзом (енгл. David Garza) као пратећим музичарима на укупно 35 коцерата.

## Листа песама
| Редни број    | Наслов                              | Трајање |
| ------------- | ----------------------------------- | ------- |
| 1.            | "Extraordinary Machine"             | 3:44    |
| 2.            | "Get Him Back"                      | 5:26    |
| 3.            | "O' Sailor"                         | 5:37    |
| 4.            | "Better Version of Me"              | 3:01    |
| 5.            | "Tymps (The Sick in the Head Song)" | 4:05    |
| 6.            | "Parting Gift"                      | 3:36    |
| 7.            | "Window"                            | 5:33    |
| 8.            | "Oh Well"                           | 3:42    |
| 9.            | "Please Please Please"              | 3:35    |
| 10.           | "Red Red Red"                       | 4:08    |
| 11.           | "Not About Love"                    | 4:21    |
| 12.           | "Waltz (Better than Fine)"          | 3:46    |
| Укупно траје: | Укупно траје:                       | 50:34   |